# Girls' Generation-Oh!GG
Girls' Generation-Oh!GG (en hangul, 소녀시대-Oh!GG; también conocido como Oh!GG), es la segunda subunidad oficial del grupo femenino Girls' Generation, formado por SM Entertainment en 2018. Está compuesto por cinco integrantes de Girls' Generation: Taeyeon, Sunny, Hyoyeon, Yuri y Yoona. El grupo debutó el 5 de septiembre de 2018, con el lanzamiento del sencillo «Lil' Touch».

## Historia

### 2018-presente: Debut con «Lil' Touch»
En agosto de 2017, Girls' Generation lanzó su sexto álbum de estudio, Holiday Night, para conmemorar el décimo aniversario de su debut. La promoción duró solo una semana, después de lo cual se supo que las integrantes estaban discutiendo la renovación de los contratos con la agencia. El 9 de octubre, se anunció que Tiffany, Sooyoung y Seohyun no habían renovado sus contratos y que habían abandonado oficialmente de SM Entertainment. Desde entonces, el futuro del grupo ha estado en discusión, aunque no ha habido declaraciones sobre una separación.
El 1 de agosto de 2018, casi un año después del último regreso del grupo, comenzaron a circular rumores en la red sobre el debut de una nueva subunidad (después de Girls' Generation-TTS, que debutó en 2012). Rápidamente, la agencia confirmó los rumores, pero no se anunció la fecha del debut. El 20 de agosto, Taeyeon también dijo que el grupo estaba trabajando en el diseño del lighstick oficial. El 27 de agosto, se presentó el primer teaser de la subunidad, que incluía a las cinco integrantes restantes del grupo. Se reveló que el 5 de septiembre Oh!GG debutaría con el sencillo en CD Lil' Touch. Después del lanzamiento repentino del teaser, las acciones de SM alcanzaron su punto máximo en todo 2018. En el mismo día en que se dio a conocer un teaser del nuevo reality show, Girl for Rest, que fue filmado a finales de mayo en Francia. El estreno tuvo lugar el 3 de septiembre.
El 5 de septiembre de 2018, la subunidad debuta finalmente con el lanzamiento de «Lil' Touch».

## Miembros
- Taeyeon (태연)
- Sunny (써니)
- Hyoyeon (효연)
- Yuri (유리)
- Yoona (윤아)

## Discografía

### Álbum sencillo
| Título     | Detalles | Mejor posición | Mejor posición | Ventas        |
| Título     | Detalles | COR            | US World       | Ventas        |
| ---------- | --- | -------------- | -------------- | ------------- |
| Lil' Touch | - Lanzamiento: 5 de septiembre de 2018 - Discográfica: SM Entertainment - Formatos: Descarga digital, kinho, streaming Ver lista 1. Lil' Touch (몰랐니) 2. Fermatta (쉼표) | 7              | —              | - COR: 43 191 |

### Sencillos
| Título                | Año  | Mejores posiciones | Mejores posiciones | Mejores posiciones | Mejores posiciones | Mejores posiciones | Ventas | Álbum      |
| Título                | Año  | COR Gaon           | COR Billboard      | JPN                | NZ Hot             | US World           | Ventas | Álbum      |
| --------------------- | ---- | ------------------ | ------------------ | ------------------ | ------------------ | ------------------ | ------ | ---------- |
| «Lil' Touch» (몰랐니) | 2018 | 7                  | 4                  | 33                 | 39                 | 6                  | —      | Lil' Touch |

### Otras canciones
| Título           | Año  | Mejor posición | Álbum      |
| Título           | Año  | US World       | Álbum      |
| ---------------- | ---- | -------------- | ---------- |
| «쉼표 (Fermata)» | 2018 | 22             | Lil' Touch |